# Твагирамунгу, Фостен
Фостен Твагирамунгу (англ. Faustin Twagiramungu, 14 августа 1945, Чьянгугу, Руанда-Урунди — 2 декабря 2023, Брюссель) — государственный и политический деятель Руанды, премьер-министр Руанды (19 июля 1994 — 28 августа 1995).

## Биография
Представитель народности Хуту. С 1968 по 1972 года обучался в Макгиллском университете в Канаде. Работал в Квебеке.
Был активным противником диктатора Жювеналя Хабьяриманы, свергнувшего президента Грегуара Кайибанду.
Приобрёл политическую известность после демократических преобразований в Руанде в 1992 году в качестве председателя новой политической партии — Демократического республиканского движения (MDR) от имени которой вёл переговоры с повстанческим движением Руандийский патриотический фронт (РПФ).
В 1993 году рассматривался кандидатом в премьер-министры, но из-за геноцида не смог занять премьерское кресло. Лишь в июле 1994 г. после освобождения Кигали Патриотическим фронтом Руанды он занял пост главы правительства национального единства, несмотря на принадлежность к этнической группе хуту, совершившей геноцид.
Ушёл в отставку в конце августа 1995 года. По окончании срока полномочий эмигрировал в Бельгию, опасаясь за свою жизнь. Оставался критиком правления тутси, обвиняя их в причастности к геноциду .
В 2003 году баллотировался как независимый кандидат на президентских выборах. Занял 2-е место из 3 кандидатов, набрав 3,62 % голосов и уступив Полю Кагаме, набравшему 96,6 % голосов.
После 2003 года вернулся в Бельгию. В 2010 году стал основателем фонда Rwandian Dream Initiative (RDI). В 2013 году объявил о своем возвращении на родину.
2 декабря 2023 скончался в Брюсселе на 78-м году жизни.